# Ermengol de Osona
Ermengol de Osona conocido también como Armengol I de Osona (v 925 - 943), infante de Barcelona y conde de Osona (939 - 943).

## Orígenes familiares
Hijo mayor y primogénito del conde de Barcelona Suniario I y Riquilda de Tolosa, fue nieto por línea paterna del conde Wifredo el Velloso y Guinidilda de Ampurias, y por línea materna de Ermengol de Rouergue y Adelaida de Toulouse.
Asimismo, tuvo como hermanos menores los condes de Barcelona Miró I y Borrell II.

## Condado de Osona
En 939 fue nombrado conde de Osona por parte de su padre, separándose de esta manera de la dinastía principal del condado de Barcelona. Su muerte prematura en 943 provocó que el condado de Osona fuera restituido —de nuevo a manos de su padre— al de Barcelona.
| Predecesor: Suniario I | Conde de Osona 939-943 | Sucesor: Suniario I |

- Datos: Q4532540